# Daniel Bravo
Daniel Bravo (Toulouse, 9 de fevereiro de 1963) é um ex-futebolista profissional francês que atuava como meia-defensivo.

## Carreira
Daniel Bravo representou o seu país, ganhando a Euro 1984.